# جيمي نيلسن
جيمي نيلسن (بالدنماركية: Jimmy Nielsen)‏ (و. 1977  م) هو لاعب كرة قدم، من الدنمارك، ولد في آلبورغ، يلعب كحارس مرمى.

## روابط خارجية
- جيمي نيلسن على موقع الدوري الأمريكي (الإنجليزية)
- جيمي نيلسن على موقع قاعدة بيانات كرة القدم.إي يو (الإنجليزية)
- جيمي نيلسن على موقع Soccerbase.com (لاعب) (الإنجليزية)
- جيمي نيلسن على موقع Soccerway.com (الإنجليزية)
- جيمي نيلسن على موقع عالم كرة القدم.نت (الإنجليزية)